# Hidryta intemptata
Hidryta intemptata är en stekelart som beskrevs av Schwarz 2005. Hidryta intemptata ingår i släktet Hidryta och familjen brokparasitsteklar. Inga underarter finns listade i Catalogue of Life.